# Алабінська (станція метро)
53°12′34″ пн. ш. 50°08′03″ сх. д. / 53.20944° пн. ш. 50.13417° сх. д.
Алабінська (рос. Алабинская) — 10-та станція Самарського метрополітену. Розташована на 1-й лінії за станцією «Російська». Відкрита 1 лютого 2015 р.

## Технічна характеристика
Конструкція станції — колонна трипрогінна, мілкого закладення (глибина закладення — 9,5 м), з острівною прямою платформою.

## Колійний розвиток
Станція без колійного розвитку.
На кінець 2015 року на станції використовується тільки І колія. Триває будівництво камери з'їздів для пошерстного з'їзду в кінці лінії.

## Назва
Названа на честь почесного громадянина Самари, російського державного і громадського діяча, військового письменника і журналіста Петра Володимировича Алабіна.

## Вихід у місто
На вулиці Ново-Садову й Осипенко.
До зупинок:
- Трамваїв: 18, 20, 20к, 22, 4, 5
- Автобусів: 2, 23, 42, 47, 50, 11

## Оздоблення
Колійні стіни й колони оздоблені світло-зеленим мармуром і обрамлені смугами червоного та сірого граніту. Підлогу викладено сірим гранітом із зеленими вставками. Шестигранні колони прикрашені кованими світильниками в стилі ліхтарів XIX століття, а монолітна біла стеля з композитних матеріалів, що віддзеркалюють їх світло і розподіляє його по всій станції.
Родзинкою оздоблення є художнє панно над не діючим вестибюлем, що передає атмосферу старої Самари і нагадує старовинну монохромну фотографію. Розмір панно становить близько 10 м², малюнок виконаний автоемалями в техніці аерографії і потім покритий матовим лаком. Автор панно — дизайнер Валерія Бровикова. Через складну архітектуру намальованих будівель робота над панно велася близько 1,5 року.

## Ресурси Інтернету
- «Алабинская» на официальном сайте МП «Самарский метрополитен» [Архівовано 4 березня 2016 у Wayback Machine.]
- Строительство Самарского метро: проблемы и перспективы
- Метро на Самарском сайте [Архівовано 15 червня 2015 у Wayback Machine.]
- Вебкамера с места строительства станции
- Станция на сайте Швандля [Архівовано 14 лютого 2017 у Wayback Machine.]